# Fadil·la (filla de Marc Aureli)
Annia Aurèlia Fadil·la, coneguda per Fadil·la (en llatí Fadilla) (159 - morta després del 211) va ser una dama romana filla de l'emperador Marc Aureli i de Faustina Menor.
Va ser una princesa romana molt influent. Era germana de l'emperadriu romana Ànnia Lucil·la i de l'emperador Còmmode. Fadil·la es deia així en honor de la seva difunta tia materna, Aurèlia Fadil·la. El cognomen Fadil·la el portava la mare i també la mitja germana de l'emperador romà Antoninus Pius. Els seus avis materns van ser Antoninus Pius i Faustina Major i els seus avis paterns van ser Domícia Lucil·la i el pretor Marc Anni Ver.
Fadil·la va néixer i es va criar a Roma. Durant el regnat del seu pare, es va casar amb Plauci Quintil, un senador romà que va ser dues vegades cònsol i Àugur, i que era nebot de l'emperador romà Luci Aureli Ver. La mare de Plauci era Ceiònia Fàbia, germana de Luci Aureli Ver. Fadil·la va tenir dos fills: Plauci Quintil i Plàucia Servilia.
Quan el seu pare va morir l'any 180, el seu germà Còmmode el va succeir. Durant el regnat de Còmmode, Fadil·la i la seva família van viure en un palau privat del Capitoli de Roma, palau que més tard l'emperador Elagàbal va donar a la seva mare. Plauci Quintil es va convertir en un dels principals consellers de Còmmode.
Segons l'historiador Herodià, Fadil·la va advertir a Còmmode sobre Cleandre, prefecte del pretori, que s'estava tornant massa poderós. Amb l'ajuda d'una de les seves germanes, va descobrir i va denunciar una conspiració de palau per matar Còmmode l'any 189.